# Mitch Ivey
Mitch Ivey (n. 2 februarie 1949, San Jose, California, SUA) este un înotător ce a reprezentat Statele Unite ale Americii, medaliat olimpic. A participat la 2 ediții ale Jocurilor Olimpice (1968, 1972) în care a câștigat două medalii de argint și două medalii de bronz.